# Heliophanus camtschadalicus
Heliophanus camtschadalicus är en spindelart som beskrevs av Kulczynski 1885. Heliophanus camtschadalicus ingår i släktet Heliophanus och familjen hoppspindlar. Inga underarter finns listade i Catalogue of Life.